# Roundcube
A Roundcube egy webalapú levelezőrendszer, ami lehetővé teszi az e-mailezést bármilyen böngészővel. Minden funkcióval rendelkezik, amit egy webmail szoftvernek tudnia kell. Felhasználói felülete rendelkezik olyan funkciókkal, mint például a kattintás és húzás (drag and drop).
A Roundcube rendszergazdai oldalon személyre szabható.